# Reggenza di Donggala
La reggenza di Donggala (in indonesiano: Kabupaten Donggala) è una reggenza dell'Indonesia, situata nella provincia di Sulawesi Centrale.